# Supercup (Handballturnier) 1989
Der Supercup 1989 war die sechste Austragung des Supercups im Handball der Männer. Das Turnier mit acht teilnehmenden Nationalmannschaften fand vom 21. November bis 26. November 1989 in der Bundesrepublik Deutschland statt. Das Finale wurde in der Westfalenhalle in Dortmund ausgetragen.

## Vorrunde

### Gruppe A
| Pl. | Land                            | Sp. | S | U | N | Tore    | Diff. | Punkte |
| --- | ------------------------------- | --- | - | - | - | ------- | ----- | ------ |
| 1.  | Sowjetunion                     | 3   | 3 | 0 | 0 | 087:710 | +16   | 6      |
| 2.  | Deutsche Demokratische Republik | 3   | 2 | 0 | 1 | 072:680 | +4    | 4      |
| 3.  | Schweden                        | 3   | 1 | 0 | 2 | 073:690 | +4    | 2      |
| 4.  | BR Deutschland (B)              | 3   | 0 | 0 | 3 | 058:820 | −24   | 0      |

| 21. November 1989 | Sowjetunion                           | 27:26   | Schweden                                             | Nordsee-Sporthalle, Wilhelmshaven Zuschauer: 1.200 Schiedsrichter: Manfred Gremmel, Wolfgang Gremmel |
| 21. November 1989 | meiste Tore: Alexander Tutschkin (10) | (16:16) | meiste Tore: Magnus Wislander, Staffan Olsson (je 5) | Nordsee-Sporthalle, Wilhelmshaven Zuschauer: 1.200 Schiedsrichter: Manfred Gremmel, Wolfgang Gremmel |
| 21. November 1989 | Spielbericht                          |         |                                                      | Nordsee-Sporthalle, Wilhelmshaven Zuschauer: 1.200 Schiedsrichter: Manfred Gremmel, Wolfgang Gremmel |

| 21. November 1989 | Deutsche Demokratische Republik | 25:18 | BR Deutschland (B) | Nordsee-Sporthalle, Wilhelmshaven |
| 21. November 1989 | (12:7)                          |       |                    | Nordsee-Sporthalle, Wilhelmshaven |
| 21. November 1989 |                                 |       |                    | Nordsee-Sporthalle, Wilhelmshaven |

| 22. November 1989 | Sowjetunion | 35:25 | BR Deutschland (B) | Rundsporthalle, Baunatal |
| 22. November 1989 | (18:9)      |       |                    | Rundsporthalle, Baunatal |
| 22. November 1989 |             |       |                    | Rundsporthalle, Baunatal |

| 22. November 1989 | Deutsche Demokratische Republik                    | 27:25   | Schweden                          | Rundsporthalle, Baunatal Zuschauer: 2.000 Schiedsrichter: Volker Lienhop, Gerd Meuler |
| 22. November 1989 | meiste Tore: Rüdiger Borchardt, Jean Baruth (je 6) | (12:11) | meiste Tore: Magnus Wislander (7) | Rundsporthalle, Baunatal Zuschauer: 2.000 Schiedsrichter: Volker Lienhop, Gerd Meuler |
| 22. November 1989 | Spielbericht                                       |         |                                   | Rundsporthalle, Baunatal Zuschauer: 2.000 Schiedsrichter: Volker Lienhop, Gerd Meuler |

| 24. November 1989 | Schweden                    | 22:15  | BR Deutschland (B)                            | Sporthalle a. d. Carl-Diem-Str., Mülheim a. d. Ruhr Zuschauer: 730 Schiedsrichter: Marin Marin, Stefan Serban |
| 24. November 1989 | meiste Tore: Erik Hajas (5) | (11:9) | meiste Tore: Bernd Roos, Hendrik Ochel (je 4) | Sporthalle a. d. Carl-Diem-Str., Mülheim a. d. Ruhr Zuschauer: 730 Schiedsrichter: Marin Marin, Stefan Serban |
| 24. November 1989 | Spielbericht                |        |                                               | Sporthalle a. d. Carl-Diem-Str., Mülheim a. d. Ruhr Zuschauer: 730 Schiedsrichter: Marin Marin, Stefan Serban |

| 24. November 1989 | Sowjetunion | 25:20 | Deutsche Demokratische Republik |  |
| 24. November 1989 | (12:10)     |       |                                 |  |
| 24. November 1989 |             |       |                                 |  |

### Gruppe B
| Pl. | Land             | Sp. | S | U | N | Tore    | Diff. | Punkte |
| --- | ---------------- | --- | - | - | - | ------- | ----- | ------ |
| 1.  | Jugoslawien      | 3   | 2 | 1 | 0 | 066:630 | +3    | 5      |
| 2.  | Rumänien         | 3   | 2 | 0 | 1 | 067:620 | +5    | 4      |
| 3.  | Deutschland      | 3   | 1 | 1 | 1 | 059:570 | +2    | 3      |
| 4.  | Tschechoslowakei | 3   | 0 | 0 | 3 | 057:670 | −10   | 0      |

Anmk.: Bei Punktgleichheit entschied der direkte Vergleich.
| 21. November 1989 | Jugoslawien | 24:23 | Rumänien |  |
| 21. November 1989 | (11:13)     |       |          |  |
| 21. November 1989 |             |       |          |  |

| 21. November 1989 | Deutschland | 21:17 | Tschechoslowakei | Hannover |
| 21. November 1989 | (11:10)     |       |                  | Hannover |
| 21. November 1989 |             |       |                  | Hannover |

| 22. November 1989 | Rumänien | 22:20 | Deutschland | Hamburg |
| 22. November 1989 | (11:8)   |       |             | Hamburg |
| 22. November 1989 |          |       |             | Hamburg |

| 22. November 1989 | Jugoslawien | 24:22 | Tschechoslowakei |  |
| 22. November 1989 | (12:11)     |       |                  |  |
| 22. November 1989 |             |       |                  |  |

| 24. November 1989 | Rumänien                       | 22:18  | Tschechoslowakei           |  |
| 24. November 1989 | meiste Tore: Vasile Stîngă (8) | (10:5) | meiste Tore: Jan Novák (5) |  |
| 24. November 1989 | Spielbericht                   |        |                            |  |

| 24. November 1989 | Deutschland | 18:18 | Jugoslawien | Berlin |
| 24. November 1989 | (9:8)       |       |             | Berlin |
| 24. November 1989 |             |       |             | Berlin |

## Halbfinale
| 25. November 1989 | Deutsche Demokratische Republik | 23:22 | Jugoslawien |  |
| 25. November 1989 | (13:11)                         |       |             |  |
| 25. November 1989 |                                 |       |             |  |

| 25. November 1989 | Sowjetunion | 39:20 | Rumänien |  |
| 25. November 1989 | (19:10)     |       |          |  |
| 25. November 1989 |             |       |          |  |

## Spiel um Platz 7
| 26. November 1989 | Tschechoslowakei | 20:17 | BR Deutschland (B) | Bergkamen-Oberaden |
| 26. November 1989 | (8:7)            |       |                    | Bergkamen-Oberaden |
| 26. November 1989 |                  |       |                    | Bergkamen-Oberaden |

## Spiel um Platz 5
| 26. November 1989 | Schweden                          | 34:19   | BR Deutschland | Bergkamen-Oberaden Schiedsrichter: Marin Marin, Stefan Serban |
| 26. November 1989 | meiste Tore: Magnus Wislander (5) | (14:10) |                | Bergkamen-Oberaden Schiedsrichter: Marin Marin, Stefan Serban |
| 26. November 1989 | Torschützen Schweden              |         |                | Bergkamen-Oberaden Schiedsrichter: Marin Marin, Stefan Serban |

## Spiel um Platz 3
| 26. November 1989 | Rumänien | 35:22 | Jugoslawien |  |
| 26. November 1989 | (16:14)  |       |             |  |
| 26. November 1989 |          |       |             |  |

## Spiel um Platz 1
| 26. November 1989 | Sowjetunion                           | 34:21   | Deutsche Demokratische Republik | Westfalenhalle, Dortmund Zuschauer: 10.000 |
| 26. November 1989 | meiste Tore: Alexander Tutschkin (10) | (15:10) |                                 | Westfalenhalle, Dortmund Zuschauer: 10.000 |
| 26. November 1989 | Spielbericht                          |         |                                 | Westfalenhalle, Dortmund Zuschauer: 10.000 |

## Abschlussplatzierungen
(Kader teilweise unvollständig)
| Platz | Nation                          | Spieler | Trainer              |
| ----- | ------------------------------- | --- | -------------------- |
| 1.    | Sowjetunion                     | Andrei Lawrow, Igor Kustow, Alexander Tutschkin, Andrei Xepkin, Aljaksandr Karschakewitsch, Michail Jakimowitsch, Juri Nesterow, Georgi Sviridenko, Waleri Gopin, Konstantin Scharowarow, Andrei Tjumenzew, Wassiljew, Talant Duischebajew...                   | Anatolyj Ewtuschenko |
| 2.    | Deutsche Demokratische Republik | Lutz Grosser, Jens Kürbis, Gunar Schimrock, Jean Baruth, Rüdiger Borchardt, Mike Fuhrig, Matthias Hahn, Maik Handschke, Stephan Hauck, Bernd Metzke, Jürgen Querengässer, Holger Schneider, Rüdiger Traub, Heiko Triepel, Frank-Michael Wahl, Holger Winselmann | Klaus Langhoff       |
| 3.    | Rumänien                        | Vasile Stîngă, Marian Dumitru | Cezar Nica...        |
| 4.    | Jugoslawien                     | Zlatko Saračević, Irfan Smajlagić... | Jezdimir Stanković   |
| 5.    | Schweden                        | Mats Olsson, Mats Fransson, Tomas Svensson, Magnus Wislander, Pierre Thorsson, Ola Lindgren, Johan Eklund, Erik Hajas, Björn Jilsén, Pär Jilsén, Staffan Olsson, Magnus Andersson, Robert Venäläinen, Axel Sjöblad, Jonas Persson                               | Bengt Johansson      |
| 6.    | BR Deutschland                  | Jochen Grupe, Michael Klemm, Richard Ratka... | Horst Bredemeier     |
| 7.    | Tschechoslowakei                | Jan Novák... |                      |
| 8.    | BR Deutschland (B)              | Frank Arens, Ralf Heckmann, Fynn Holpert, Michael Menzel, Hendrik Ochel, Klaus-Dieter Petersen, Bernd Roos, Christian Schwarzer, Christian Stoschek, Uwe Hennig, Karsten Kohlhaas, Rainer Cordes, Markus Becker, Frank Löhr                                     | Armin Emrich         |

## Torschützenliste
| Platz | Spieler                | Nation             | Tore |
| ----- | ---------------------- | ------------------ | ---- |
| 1.    | Alexander Tutschkin    | Sowjetunion        | 48   |
| 2.    | Michail Jakimowitsch   | Sowjetunion        | 37   |
| 3.    | Zlatko Saračević       | Jugoslawien        | 33   |
| 4.    | Vasile Stîngă          | Rumänien           | 31   |
| 5.    | Marian Dumitru         | Rumänien           | 22   |
| 5.    | Frank-Michael Wahl     | DDR                | 22   |
| 7.    | Konstantin Scharowarow | Sowjetunion        | 21   |
| 8.    | Richard Ratka          | BR Deutschland     | 19   |
| 8.    | Magnus Wislander       | Schweden           | 19   |
| 8.    | Matthias Hahn          | DDR                | 19   |
| 11.   | Rüdiger Borchardt      | DDR                | 18   |
| 11.   | Irfan Smajlagić        | Jugoslawien        | 18   |
| 13.   | Björn Jilsén           | Schweden           | 17   |
| 14.   | Holger Winselmann      | DDR                | 16   |
| 14.   | Bernd Roos             | BR Deutschland (B) | 16   |